# Transkryptom
Transkryptom (z połączenia słów transkrypt i genom) jest to zestaw cząsteczek mRNA (lub ogólniej: transkryptów) obecny w określonym momencie w komórce, grupie komórek lub organizmie. Transkryptom w przeciwieństwie do genomu jest tworem bardzo dynamicznym. Komórki w odpowiedzi na różne czynniki uruchamiają i wyłączają transkrypcję genów, zmieniając w ten sposób swój transkryptom. Często już kilka minut po zadziałaniu jakiegoś czynnika (np. stresu) na komórki można obserwować powstawanie transkryptów genów reakcji na ten czynnik.
Badaniami transkryptomu zajmuje się dziedzina nauki nazywana transkryptomiką (przez analogię do genomiki czy proteomiki). Badania transkryptomiczne najczęściej służą określaniu poziomu ekspresji genów - ilości ich transkryptów w komórkach. Do badań tych wykorzystuje się techniki pozwalające na wykrywanie i ocenianie ilości różnych typów cząsteczek RNA, pochodzących z różnych genów, np. mikromacierze DNA. Poziom ekspresji genów może być mierzony wieloma metodami. 
Podstawowe metody powszechnie stosowane w laboratoriach do badania transkryptomu:
- ilościowy PCR (ang. Quantitative Polymerase Chain Reaction, qPCR) - metoda, która służy do pomiaru poziomu pojedynczych transkryptów, wykorzystując ilościową amplifikację cDNA uzyskanego z reakcji odwrotnej transkrypcji RNA (ang. Reverse Transcription, RT);
- mikromacierze - mikrochipy pokryte sondami DNA, które poprzez hybrydyzację na zasadzie komplementarności do wyznakowanych cząsteczek docelowych (cDNA lub cRNA) uzyskanych z badanego RNA umożliwiają symultaniczne określenie poziomu od dziesiątek do setek tysięcy transkryptów (ale tylko tych, które są reprezentowane na mikromacierzy przez komplementarne do nich sondy);
- sekwencjonowanie RNA (RNAseq) - globalna metoda pomiaru poziomu wszystkich cząsteczek RNA stosująca sekwencjonowanie całego transkryptomu z wykorzystaniem sekwencjonowania następnej generacji (ang. Next Generation Seqeuncing, NGS)[1].

Zobacz też: proteom, genom, genomika.